# K Oostendse SK
K Oostendse SK, w skrócie KOSK – belgijski klub szachowy z siedzibą w Ostendzie.

## Historia
Klub został założony w 1925 roku. W 1938 roku klub zajął siódme miejsce w drużynowych mistrzostwach Belgii. Rok później szachiści klubu uzyskali piątą pozycję. Zawodnikami klubu byli wówczas m.in. Emile Gooris, Gustave Pepers i Omer Decoster.
W latach 50. zespół należał do czołowych belgijskich klubów szachowych. W 1953 roku zajął czwarte miejsce w Honours. Rok później uzyskano wicemistrzostwo Belgii, ulegając jedynie Cercle Colle. Sezon 1957 KOSK zakończył na trzecim miejscu, za K Antwerpse SK i CREB Bruxelles. W 1962 roku klub spadł z ligi, jednak powrócił do niej w sezonie 1964, uzyskując wówczas trzecie miejsce. Ponownie trzecie miejsce zespół zajął w roku 1967. Rozgrywki sezonu 1968/1969 zakończono na piątym miejscu.
Na początku XXI wieku klub uczestniczył w rozgrywkach Division 2. W 2020 roku klub uzyskał awans do Division 1. Sezon 2021/2022 zespół ukończył na dziewiątym miejscu. Sezon później uzyskano dziesiąte miejsce. W sezonie 2023/2024 KOSK ponownie zajął dziewiątą pozycję.